# Le Lit
Pour les articles homonymes, voir Le Lit (homonymie).
Le Lit est une nouvelle de Guy de Maupassant, parue en 1882.

## Historique
Le Lit est initialement publiée dans la revue Gil Blas du 16 mars 1882, sous le pseudonyme de Maufrigneuse, puis dans le recueil Mademoiselle Fifi en 1882.  

## Résumé
Le narrateur achète dans une salle des ventes une chasuble Louis XV tirée d’un lot de vêtement d’ecclésiastiques. Quand il veut la découper, il trouve cousu à l’intérieur quatre lettres adressées à l’abbé d’Agencé.
Les trois premières sont des rendez-vous. Dans la dernière, une femme lui écrit depuis son lit, lit où elle adore ne rien faire, lit qui voit la vie arriver, lit qui voit la réunion des amants, lit où visiblement elle et l’abbé ont goûté aux joies de l’amour physique, enfin lit où l’on meurt.

## Extrait
Adieu, mon ami ; voici mes mains pour que vous les baisiez, et je vous tends aussi mes lèvres.

## Édition française
- Le Lit, Maupassant, contes et nouvelles, texte établi et annoté par Louis Forestier, Bibliothèque de la Pléiade, éditions Gallimard, 1974  (ISBN 978 2 07 010805 3).